# Серпокрилець білочеревий
Серпокрилець білочеревий (Tachymarptis melba) — представник родини Серпокрильцевих. В Україні гніздовий, перелітний птах — трапляється в Криму.

## Опис

### Морфологічні ознаки

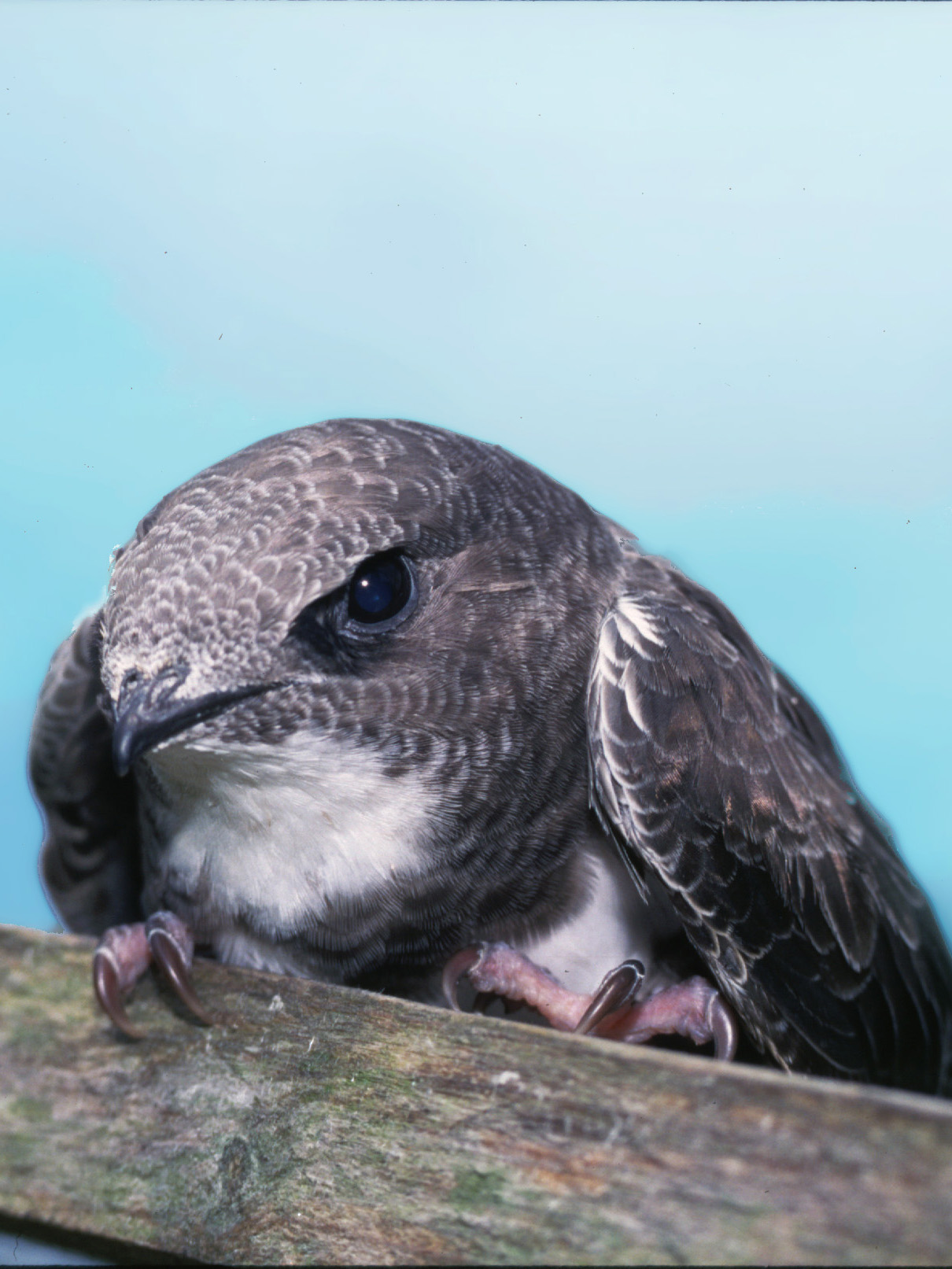

Маса тіла близько 100 г, довжина тіла 20-22 см, розмах крил 54-60 см. У дорослого птаха верх бурий; горло і низ тулуба білі, за винятком бурого вола і підхвістя; спід крил бурий; дзьоб і ноги темно-бурі. Молодий птах подібний до дорослого, але на всіх темних перах білувата облямівка.
Від чорного серпокрильця відрізняється більшими розмірами та білими грудьми і черевом у поєднанні з темною смугою на волі, від ластівок — більшими розмірами, значно довшими крилами і дуже стрімким та водночас маневровим польотом.

### Звуки
Високотональне щебетання, яке може часто повторюватися.
Звукиⓘ

## Поширення
Область гніздування простягається від Північної Африки і Південної Європи через південь Центральної Європи та Передню Азію до Центральної Азії, Індії і Шрі-Ланки, а також охоплює великі частини Африки на південь від Сахари, а також Мадагаскар.
Вертикальне поширення в Азії обмежене висотами 1000–1300 м.
В Україні гніздиться в гірському Криму: від острівних, що стоять в морі скель (Ай-Далари) до круч на вапняних приморських скелях Керченського півострова.

## Чисельність
Чисельність в Європі оцінена в 140–330 тис. пар з найбільшою популяцією в Туреччині, в Україні — 500—3000 пар. Відмічається повільне зростання чисельності виду. В Європі гніздиться 25-49% від загальної чисельності птахів цього виду; глобальна популяція нараховує 420–990 тис. особин.

## Спосіб життя

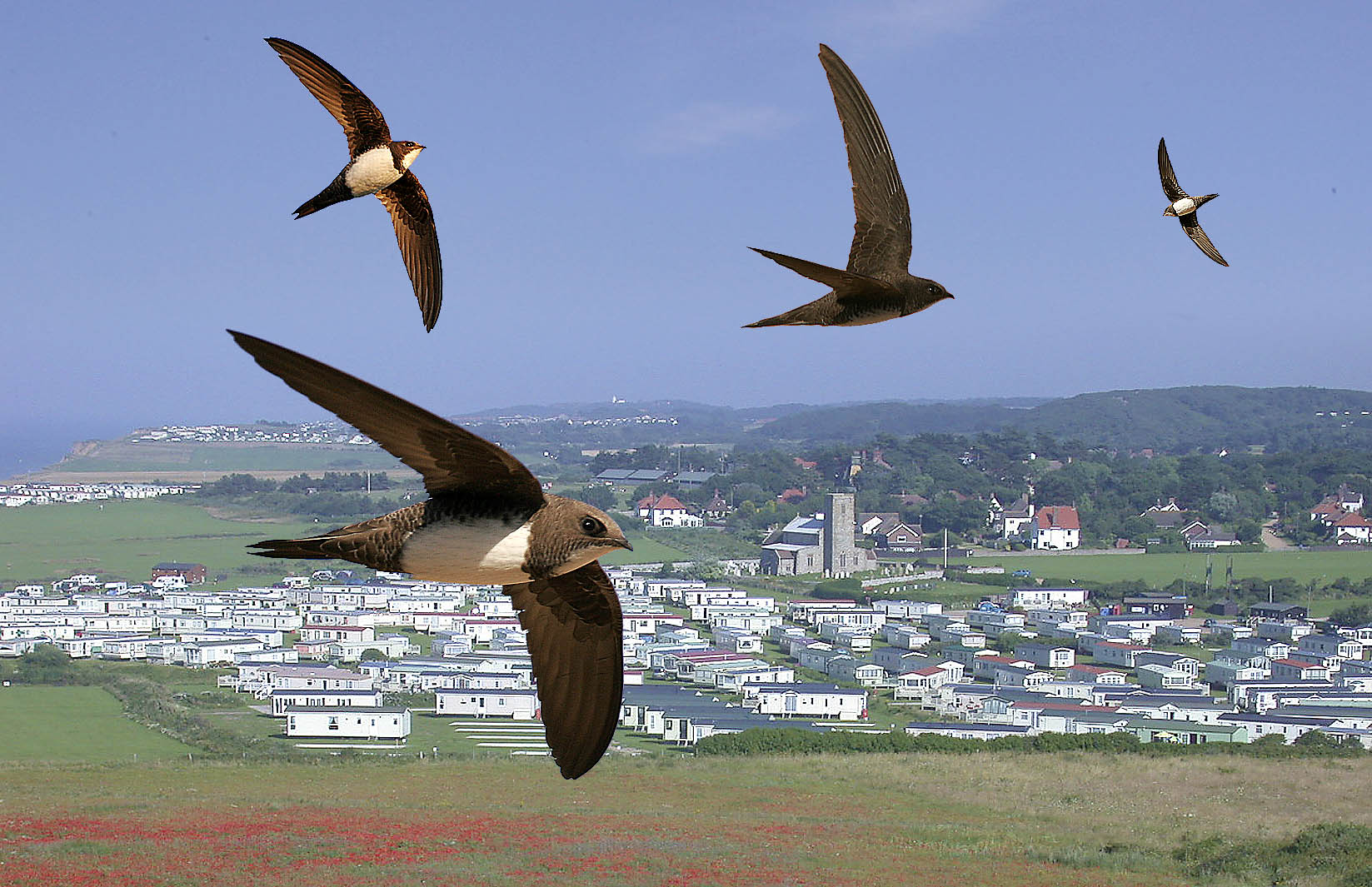
Птахи у польоті

Серпокрилець білочеревий чудово літає, більшу частину життя він проводить у польоті: здобуває поживу, п'є, спаровується й іноді навіть спить. Стрімкий політ зграї супроводжується звуком розтятого повітря і характерними гучними свистами. Поблизу колоній птахів надзвичайно гамірно. Живляться летючими комахами, для чого добре пристосований дзьоб — короткий і широкий, проте розріз рота заходить за очі. Неперетравлені хітинові частини комах птах відригує у вигляді пелеток. Як й інші серпокрильці, білочеревий дуже важко пересувається і не може злітати із землі через занадто короткі лапки. Наявність гострих вигнутих кігтиків чотирьох пальців, спрямованих вперед, дозволяють чудово утримуватися майже на будь-яких вертикальних поверхнях, з яких птах легко злітає.

## Річний цикл
Статева зрілість настає другого або третього календарного року життя. Утворення пар відбувається після першої зимівлі, можливо, в період відвідування птахами першого року життя діючих гніздових колоній. У горах Криму терміни прильоту — 5-15 квітня. Після прильоту птахи відразу займають свої гніздові «ніші», що добре видно за шлюбними польотами, які здійснюються з характерними для виду звуками.

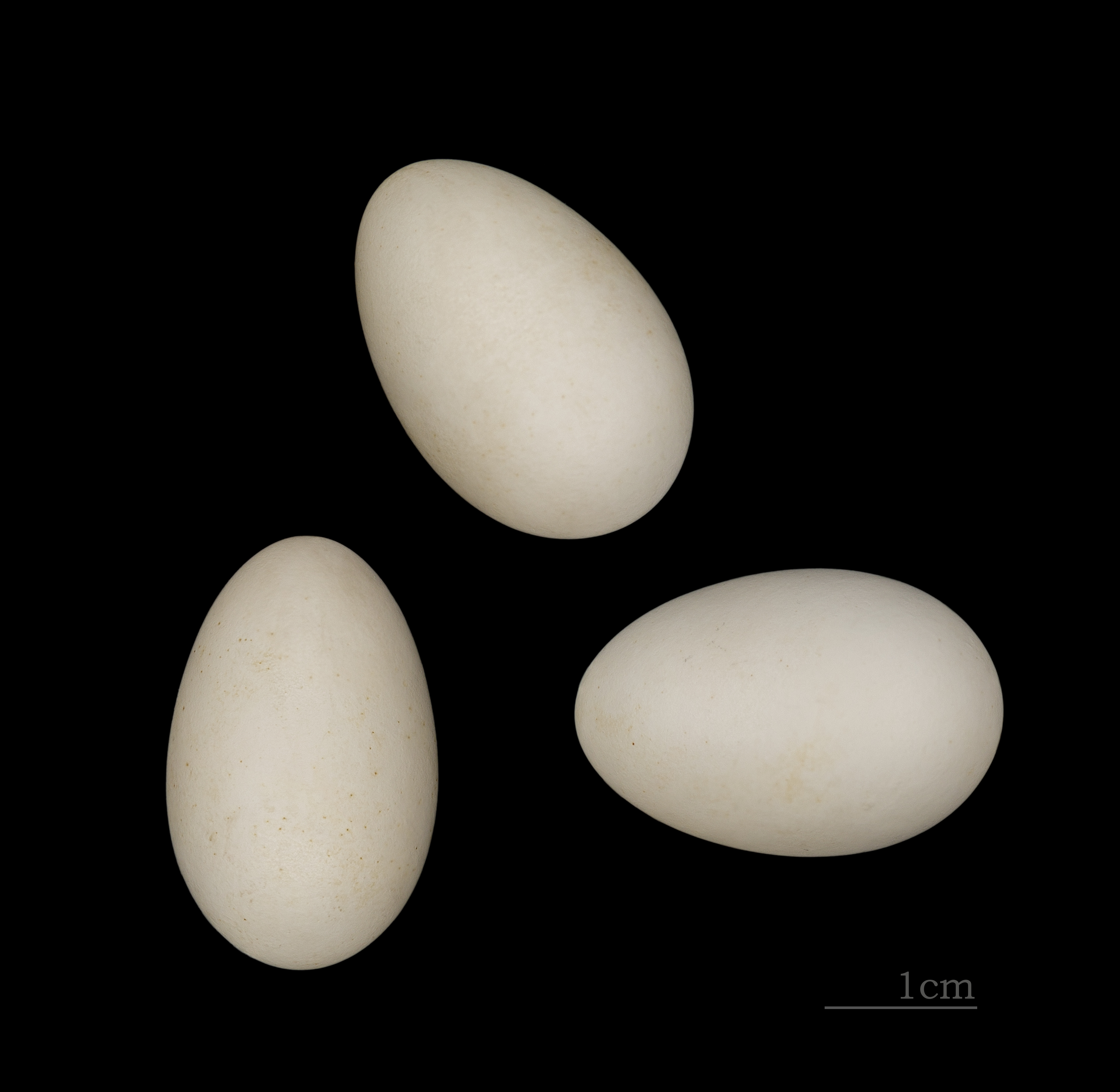
Яйця в колекції

Гніздяться колоніями. Природні місця розташування колоній — це ущелини скель і захищені ніші в крутих стінах скель, а також гроти в горах. Інколи гніздиться також в містах у старих будівлях. Будівництво гнізд починається мінімум за 4-5 тижнів до відкладання яєць. Гніздо складається із зібраних в повітрі рослинних, тваринних (пір'я) і штучних (папір) матеріалів, які склеюються між собою за допомогою слини в чашу. У гірських районах терміни розмноження різняться залежно від вертикального розподілу місць гніздування.
Відкладання яєць відбувається в квітні-травні. Кладка зазвичай складається з 3 [[zqwt gnf[sd|яєць]]. Яйця білого кольору, довгасті; щойно знесені — на просвіт трохи кремового відтінку. Насиджують кладку обидва батьків, період насиджування складає 17-23, в середньому 20 днів.
Осінній проліт в гірському Криму виражений добре, численні зграї особливо інтенсивно летять в середині і в кінці вересня. Останніх птахів реєстрували 8 жовтня. Масово реєструється в польоті вдень, але, ймовірно, як і чорний серпокрилець, мігрує також вночі.

## Охорона
Спеціальних заходів щодо охорони не передбачено. Включено до додатку Бернської конвенції.